# Кадзё (1106—1108)
Кадзё, Касё, Касо (яп. 嘉承 кадзё:, касё:, касо:) — девиз правления (нэнго) японских императоров Хорикавы и Тоба, использовавшийся с 1106 по 1108 год .

## Продолжительность
Начало и конец эры:
- 9-й день 4-й луны 3-го года Тёдзи (по юлианскому календарю — 13 мая 1106);
- 3-й день 8-й луны 3-го года Кадзё (по юлианскому календарю — 9 сентября 1108).

## Происхождение
Название нэнго было заимствовано из 22-го цзюаня классического древнекитайского сочинения Ханьшу:「嘉承天和、伊楽厥福」.

## События
- 3 октября 1106 года (1-й год Кадзё) — во всех главных синтоистских святилищах страны были представлены петиции о смягчении «дурного влияния на императора»[6];
- 19 августа 1107 года (19-й день 7-й луны 1-го года Кадзё) — император Хорикава скончался в возрасте 29 лет; трон перешёл к его единственному сыну, который через некоторое время взошёл на престол как император Тоба[7].

## Сравнительная таблица
Ниже представлена таблица соответствия японского традиционного и европейского летосчисления. В скобках к номеру года японской эры указано название соответствующего года из 60-летнего цикла китайской системы гань-чжи. Японские месяцы традиционно названы лунами.
| 1-й год Кадзё (Огненная Собака) | 1-я луна        | 2-я луна*  | 3-я луна* | 4-я луна  | 5-я луна* | 6-я луна* | 7-я луна  | 8-я луна*  | 9-я луна    | 10-я луна  | 11-я луна*              | 12-я луна     |                |
| ------------------------------- | --------------- | ---------- | --------- | --------- | --------- | --------- | --------- | ---------- | ----------- | ---------- | ----------------------- | ------------- | -------------- |
| Юлианский календарь             | 6 февраля 1106  | 8 марта    | 6 апреля  | 5 мая     | 4 июня    | 3 июля    | 1 августа | 31 августа | 29 сентября | 29 октября | 28 ноября               | 27 декабря    |                |
| 2-й год Кадзё (Огненная Свинья) | 1-я луна        | 2-я луна*  | 3-я луна  | 4-я луна* | 5-я луна  | 6-я луна* | 7-я луна* | 8-я луна   | 9-я луна*   | 10-я луна  | 10-я луна* (високосная) | 11-я луна     | 12-я луна      |
| Юлианский календарь             | 26 января 1107  | 25 февраля | 26 марта  | 25 апреля | 24 мая    | 23 июня   | 22 июля   | 20 августа | 19 сентября | 18 октября | 17 ноября               | 16 декабря    | 15 января 1108 |
| 3-й год Кадзё (Земляная Крыса)  | 1-я луна        | 2-я луна*  | 3-я луна  | 4-я луна* | 5-я луна  | 6-я луна* | 7-я луна* | 8-я луна   | 9-я луна*   | 10-я луна  | 11-я луна*              | 12-я луна     |                |
| Юлианский календарь             | 14 февраля 1108 | 15 марта   | 13 апреля | 13 мая    | 11 июня   | 11 июля   | 9 августа | 7 сентября | 7 октября   | 5 ноября   | 5 декабря               | 3 января 1109 |                |

* звёздочкой отмечены короткие месяцы (луны) продолжительностью 29 дней. Остальные месяцы длятся 30 дней.